# Uladsimir Tschapelin
Uladsimir Tschapelin (belarussisch Уладзімір Чапелін, russisch Владимир Витальевич Чепелин / Wladimir Witaljewitsch Tschepelin, englisch Vladimir Chepelin; * 15. Juli 1988 in Mahiljou, Weißrussische SSR, Sowjetunion) ist ein ehemaliger belarussischer Biathlet.

## Karriere
Uladsimir Tschapelin lief seine ersten Rennen im Junioren-Europacup zu Beginn der Saison 2006/07. Es dauerte bis 2008, dass er erstmals Ergebnisse unter den besten Zehn erreichte. 2007 nahm er in Martell an seinen ersten Junioren-Weltmeisterschaften teil und erreichte im Sprint Rang 65. Ein Jahr später bestritt er in Osrblie schon alle Rennen und wurde 35. im Einzel, 39. im Sprint, 27. der Verfolgung und Elfter mit der belarussischen Staffel. Größere Erfolge hatte Tschepelin bei den Junioren-Europameisterschaften in Nové Město na Moravě. Im Einzel erreichte er Rang 29, im Sprint wurde er 17., 13. im Sprint und mit der Staffel verpasste er mit Jauhen Abramenka, Ihar Tabola und Maksim Jelissejeu als Viertplatzierter eine Medaille nur um einen Rang. Im Sommer 2008 startete er bei den Junioren-Weltmeisterschaften auf Skirollern und wurde in der Haute-Maurienne 14. des Sprints, 13. der Verfolgung und gewann mit Karina Sawosik, Vera Kalbianok und Wital Zwetau die Bronzemedaille im Mixed-Staffelwettkampf. 2009 startete der Belarusse zum dritten Mal bei einer Junioren-WM. In Canmore belegte er die Plätze 29 im Einzel, 21 im Sprint, 16 in der Verfolgung und gewann mit Sergej Ruzewitsch, Zwetau und Uladsimir Aljanischka mit der Staffel die Bronzemedaille. In derselben Besetzung gewann er mit der belarussischen Staffel auch bei der Junioren-EM in Ufa kurz darauf die Bronzemedaille. Auch im Sprint gewann er hinter Tarjei Bø und Simon Schempp Bronze. In der Verfolgung fiel er auf den neunten Rang zurück, im Einzel wurde Tschepelin Neunter. Auch bei den Sommerbiathlon-Weltmeisterschaften 2009 in Oberhof startete er nochmals bei den Junioren. Im Crosslaf-Sprint belegte er Platz 16, in den Skiroller-Wettbewerben kamen ein sechster Platz im Sprint, ein dritter Rang in der Verfolgung hinter Erik Lesser und Pawel Magasejew sowie ein zweiter Platz mit Sowosik, Ala Talkach und Rutsewitsch in der Mixed-Staffel hinter der russischen Vertretung hinzu.
Seit der Saison 2009/10 startet Tschepelin im Leistungsbereich. Sein erstes Rennen, einen Sprint, bestritt er in Idre im Rahmen des IBU-Cups und wurde dort 31. 2010 gab er in Antholz sein Debüt im Biathlon-Weltcup. In seinem ersten Rennen, einem Einzel, lief er auf den 25. Platz und gewann damit sofort erste Weltcuppunkte.

## Statistiken

### Weltcupplatzierungen
Die Tabelle zeigt alle Platzierungen (je nach Austragungsjahr einschließlich Olympische Spiele und Weltmeisterschaften).
- 1.–3. Platz: Anzahl der Podiumsplatzierungen
- Top 10: Anzahl der Platzierungen unter den ersten zehn (einschließlich Podium)
- Punkteränge: Anzahl der Platzierungen innerhalb der Punkteränge (einschließlich Podium und Top 10)
- Starts: Anzahl gelaufener Rennen in der jeweiligen Disziplin
- Staffel: inklusive Mixed- und Single-Mixed-Staffeln

| Platzierung         | Einzel | Sprint | Verfolgung | Massenstart | Staffel | Gesamt |
| ------------------- | ------ | ------ | ---------- | ----------- | ------- | ------ |
| 1. Platz            |        |        |            |             |         |        |
| 2. Platz            |        |        |            |             |         |        |
| 3. Platz            | 1      |        |            |             |         | 1      |
| Top 10              | 1      | 1      |            |             | 13      | 15     |
| Punkteränge         | 9      | 20     | 15         | 3           | 43      | 90     |
| Starts              | 18     | 64     | 30         | 3           | 44      | 159    |
| Stand: Karriereende |        |        |            |             |         |        |

### Olympische Winterspiele
Ergebnisse bei Olympischen Winterspielen:
|                                             | Einzelwettbewerbe | Einzelwettbewerbe | Einzelwettbewerbe | Einzelwettbewerbe | Staffelwettbewerbe | Staffelwettbewerbe |
| Sprint                                      | Verfolgung        | Einzel            | Massenstart       | Herrenstaffel     | Mixedstaffel       |                    |
| ------------------------------------------- | ----------------- | ----------------- | ----------------- | ----------------- | ------------------ | ------------------ |
| Olympische Winterspiele 2014 \| Sotschi     | 29.               | 41.               | 48.               | –                 | 13.                | 10.                |
| Olympische Winterspiele 2018 \| Pyeongchang | 34.               | 36.               | 30.               | –                 | 8.                 | 5.                 |